# Selección femenina de baloncesto sub-20 de los Países Bajos
La selección femenina de baloncesto sub-20 de los Países Bajos es un equipo nacional de baloncesto de los Países Bajos , administrado por Basketball Nederland. Representa al país en las competiciones internacionales femeninas de baloncesto sub-20.

## Participaciones

### Campeonato Europeo de Baloncesto Femenino Sub-20
| Año  | División A        | División B     |
| ---- | ----------------- | -------------- |
| 2006 |                   | 8°             |
| 2007 |                   | 7°             |
| 2008 |                   | 6°             |
| 2009 |                   | Medalla de oro |
| 2010 | 10°               |                |
| 2011 | 10°               |                |
| 2012 | 4°                |                |
| 2013 | 10°               |                |
| 2014 | 10°               |                |
| 2015 | Medalla de bronce |                |
| 2016 | 9°                |                |
| 2017 | 13°               |                |
| 2018 | Medalla de bronce |                |
| 2019 | 13°               |                |